# Aleksandr Grisjtjuk
Aleksandr Igorevitj Grisjtjuk (russisk: Александр Игоревич Грищук, født 31. oktober 1983) er en russisk skakstormester. Han havde pr. 1. januar 2006 en Elo-rating på 2717, hvilket placerede ham på en 12. plads blandt verdens bedste.
Han er gift med den Ukrainske stormester Natalija Zjukova.
Han har deltaget i 5 Candidates' Tourneringer: in 2007, 2011 (hvor han nåede finalen), 2013, 2018 and 2020. 
Han har vundet verdensmesterskabet i lynskak tre gange; I 2006 i Rishon Lezion, Israel, i  2012 i Nur-Sultan (dengang Astana), Kasakhstan og seneste i 2015 i Berlin.
- Wikimedia Commons har flere filer relateret til Aleksandr Grisjtjuk